# Không sống bằng lời dối trá
Sống không dối trá (hay Không sống bằng lời dối trá) (tiếng Nga: Жить не по лжи) là tiểu luận của nhà văn nổi tiếng từng đạt giải Nobel Văn học 1970 người Nga Aleksandr Isayevich Solzhenitsyn. Đây là tiểu luận cuối cùng mà Solzehnitsyn viết trên quê hương mình trước khi Liên Xô sụp đổ, và được lưu truyền trong giới trí thức Moskva thời gian đó. Tiểu luận này được viết ngày 12 tháng 2 năm 1974, là ngày mà cảnh sát mật đột nhập vào căn phòng của ông và bắt giam ông, và cũng là ngày xuất bản cuốn sách Quần đảo Gulag. Ngày hôm sau ông bị trục xuất sang Tây Đức.
Ngay sau đó tiểu luận này đã được dịch ra tiếng Anh và đăng trên The Washington Post vào ngày 18 tháng 2 năm 1974.
Đây còn gọi là bản tuyên ngôn của người trí thức Nga trong giai đoạn dưới chế độ XHCN. 

## Nội dung tiểu luận
Tiểu luận có đoạn viết Chúng ta đã bị phi nhân tính hóa một cách kinh khủng tới mức ngày nay, chỉ vì một khẩu phần thực phẩm nhỏ nhoi, chúng ta cũng sẵn lòng từ bỏ tất các nguyên tắc của mình, linh hồn của mình, những cố gắng của tiền nhân và cơ hội dành cho hậu thế. Chúng ta chỉ cần làm sao để sự tồn tại mỏng manh của mình không bị phá vỡ. Chúng ta thiếu sự vững vàng, lòng kiêu hãnh và nhiệt huyết. Thậm chí chúng ta còn chẳng sợ cái chết vì vũ khí hạt nhân cho toàn thế giới, và chúng ta không sợ thế chiến thứ ba. Chúng ta trú ẩn trong những kẽ tường. Chúng ta chỉ sợ hãi những hành động can đảm công dân.
"Chúng ta chỉ sợ hãi rằng mình sẽ tụt ở đằng sau bầy đàn, sẽ phải bước đi một mình và đột nhiên nhận ra mình không còn bánh mỳ trắng, khí đốt và hộ khẩu Moscow.
Chúng ta đã bị nhồi sọ bởi các khóa học chính trị, và cũng tương tự thế, bị nhồi sọ bởi ý tưởng rằng hãy sống thật thoải mái và rồi tất cả sẽ tốt đẹp. Bạn không thể nào né tránh được môi trường và các điều kiện xã hội quanh bạn. Cuộc sống hàng ngày đòi hỏi phải có sự tỉnh táo. Việc đó thì có liên quan gì tới chúng ta chứ? Chúng ta đâu có thể thay đổi được điều gì?"